# Ensemble négligeable
Ne pas confondre avec Fonction négligeable en analyse réelle

Le triangle de Sierpiński est un exemple d'ensemble nul de points dans.

En théorie de la mesure, dans un espace mesuré, un ensemble négligeable est un ensemble de mesure nulle ou une partie d'un tel ensemble. La définition peut dépendre de la mesure choisie : deux mesures sur un même espace mesurable qui ont les mêmes ensembles de mesure nulle sont dites équivalentes.
À un niveau élémentaire, il est possible d'aborder la notion d'ensemble négligeable pour un certain nombre d'espaces (dont la droite réelle) sans avoir à introduire une mesure. Historiquement, la notion d'ensemble négligeable est antérieure à celle de mesure.[réf. souhaitée]

## Ensemble négligeable dans un espace mesuré
Définition — Soit {\displaystyle (X,{\mathcal {A}},\mu )} un espace mesuré.
Une partie {\displaystyle N} de {\displaystyle X} est dite négligeable lorsqu'il existe un {\displaystyle Y\in {\mathcal {A}}} contenant {\displaystyle N} et de mesure nulle.
L'ensemble des parties négligeables d'un espace mesuré {\displaystyle (X,{\mathcal {A}},\mu )} a les propriétés suivantes :
1. tout sous-ensemble mesurable d'une partie négligeable a une mesure nulle, conséquence de la monotonie des mesures ;
2. tout sous-ensemble d'une partie négligeable est négligeable ;
3. toute union dénombrable d'ensembles (mesurables) de mesure nulle est mesurable et de mesure nulle, conséquence de la sous-additivité des mesures ;
4. toute union dénombrable d'ensembles négligeables est négligeable.

A priori, la notion de partie négligeable parait plus générale que celle d'ensemble de mesure nulle, car elle autorise des ensembles non mesurables. Toutefois, il est possible de compléter la tribu {\displaystyle {\mathcal {A}}} en une tribu {\displaystyle {\overline {\mathcal {A}}}_{\mu }} incluant les ensembles négligeables non mesurables, et de prolonger la mesure {\displaystyle \mu } en une mesure {\displaystyle {\overline {\mu }}} sur {\displaystyle (X,{\overline {\mathcal {A}}}_{\mu })}. On parle alors de mesure complète ; pour une mesure complète, tout ensemble négligeable est mesurable, donc de mesure nulle.

### Mesure de Lebesgue
Dans les espaces {\displaystyle \mathbb {R} ^{n}}, la mesure généralement utilisée est la mesure de Lebesgue, unique mesure à proportionnalité près invariante par les isométries.

#### Ensembles dénombrables
Pour cette mesure, tout singleton a une mesure nulle. Donc, en utilisant la troisième propriété énoncée ci-dessus, on voit sans difficulté que tout sous-ensemble fini ou dénombrable de {\displaystyle \mathbb {R} ^{n}} est négligeable.
Ainsi, si l'on note {\displaystyle \lambda } la mesure de Lebesgue sur {\displaystyle \mathbb {R} } alors {\displaystyle \lambda (\mathbb {Q} )=0}.

#### Autres ensembles négligeables
Il existe dans {\displaystyle \mathbb {R} } des parties boréliennes — et même compactes — de mesure de Lebesgue nulle qui ont la puissance du continu, c'est-à-dire qu'elles sont équipotentes à {\displaystyle \mathbb {R} }. L'exemple le plus classique est l'ensemble de Cantor. D'autres sont les ensembles de Besicovitch.
Un ensemble négligeable de {\displaystyle \mathbb {R} ^{n}} n'est pas nécessairement borélien (voir l'article « Complétion d'une mesure »), y compris pour {\displaystyle n=1} : il suffit de choisir une partie non borélienne de l'ensemble de Cantor : il en existe, par des arguments de cardinalité.
La frontière d'une partie cubable de {\displaystyle \mathbb {R} ^{n}} est négligeable.

## Presque partout

### Définition
Le concept d'ensemble négligeable permet notamment de définir le concept de « presque partout ». En effet, si {\displaystyle \mu } est une mesure sur un espace mesurable {\displaystyle (X,{\mathcal {B}})}, une proposition {\displaystyle P(x)} dépendant d'une variable {\displaystyle x\in X} est dite vraie {\displaystyle \mu (\mathrm {d} x)}-presque partout s'il existe un ensemble mesurable {\displaystyle A} appartenant à {\displaystyle {\mathcal {B}}} tel que : 
1. {\displaystyle \{x\in X:\mathrm {non} (P(x))\}\subset A}
2. {\displaystyle \mu (A)=0}

Une propriété {\displaystyle P(x)} est dite vraie presque partout si l'ensemble des points où elle est fausse est négligeable.
Ainsi, une fonction {\displaystyle f} sera égale à une fonction {\displaystyle g} {\displaystyle \mu }-presque partout si l'ensemble {\displaystyle \mu (\{x\in X:f(x)\neq g(x)\})=0}.
En analyse fonctionnelle, lorsque le cadre de travail est bien défini, on sous-entendra la mesure et l'on dira simplement {\displaystyle f=g} presque partout, ce qui sera encore noté de manière abrégée {\displaystyle f=g} p.p. Par exemple, Lebesgue a démontré que les fonctions réelles d'une variable réelle bornées sur un segment réel non trivial qui sont Riemann-intégrables sur ce segment sont celles qui sont {\displaystyle \lambda }-p.p. continues sur ce segment.
Pour la mesure de Lebesgue sur {\displaystyle \mathbb {R} ^{d}}, un ensemble dénombrable est de mesure nulle. C'est ce résultat qui permet d'affirmer que la fonction indicatrice des rationnels qui à un réel lui associe 1 si le réel est rationnel, 0 s'il est irrationnel, est nulle presque partout.
L'ensemble triadique de Cantor est un exemple de sous-ensemble indénombrable de {\displaystyle [0,1]} mais de mesure de Lebesgue nulle. Presque tous les réels entre 0 et 1 sont hors de l'ensemble de Cantor.
Si {\displaystyle f:(X,{\mathcal {B}},\mu )\rightarrow \mathbb {R} _{+}} est une fonction d'un espace mesuré {\displaystyle (X,{\mathcal {B}},\mu )} à valeurs positives telle que {\displaystyle f} est intégrable au sens de Lebesgue, alors :

### Presque sûrement
En probabilités, on préfère en général parler d'une propriété presque sûrement vraie, au lieu d'utiliser l'expression « vraie presque partout ». Une propriété est  presque sûrement vraie lorsqu'elle est vérifiée dans un ensemble dont la probabilité est égale à 1. La probabilité étant une mesure et l'espace mesurable ayant une probabilité de 1, c'est bien un cas particulier de la situation précédente. De même, une propriété est dite presque sûrement fausse lorsqu'elle est vérifiée dans un ensemble dont la probabilité est égale à 0.
Dans l'espace probabilisé {\displaystyle \left(\Omega ,{\mathcal {B}},\mathbb {P} \right)} (ensemble {\displaystyle \Omega }, muni d'une tribu {\displaystyle {\mathcal {B}}} (ou σ-algèbre ) sur {\displaystyle \Omega } et d'une mesure {\displaystyle \mathbb {P} } sur cette tribu, telle que {\displaystyle \mathbb {P} (\Omega )=1}), la propriété {\displaystyle R} est vraie presque sûrement s'il existe un ensemble mesurable {\displaystyle A} appartenant à {\displaystyle {\mathcal {B}}} tel que :
1. {\displaystyle \{x\in X:\mathrm {non} (R(x))\}\subset A}
2. {\displaystyle \mathbb {P} (A)=0}

Ce qui est équivalent à dire que {\displaystyle \mathbb {P} (\Omega \backslash A)=1}, par propriété des probabilités.
De même, un événement (ensemble mesurable) {\displaystyle B\in {\mathcal {B}}\ } vérifiant {\displaystyle \mathbb {P} (B)=1\ } est dit presque sûr, ou  presque certain, ou encore quasi certain. L'événement contraire d'un tel événement ayant une probabilité nulle, on le qualifie de presque impossible ou de quasi impossible.
En conséquence  de la sous-additivité des mesures,
Propriété — Toute intersection finie ou dénombrable d'ensembles presque sûrs est elle-même presque sûre.
La convergence presque sûre, qui est un type de convergence de variables aléatoires, fournit un exemple de propriété vérifiée presque sûrement :
{\displaystyle (X_{n})_{n\in \mathbb {N} }} converge presque sûrement vers {\displaystyle X} si et seulement si 
 La convergence presque sûre implique d'autres propriétés de convergences usuelles en théorie des probabilités (convergence en probabilité et convergence en loi) et apparaît en particulier dans l'énoncé de la loi forte des grands nombres.
L'expression presque tout intervient couramment dans différents domaines des mathématiques. Elle peut avoir un sens probabiliste, topologique ou ensembliste ; en général, le contexte précise ce sens.

## Presque tout

### En théorie des ensembles
Si {\displaystyle Y} est le sous-ensemble des points {\displaystyle x} d'un ensemble infini {\displaystyle X} ne vérifiant pas un prédicat {\displaystyle P(x)}, alors on dit parfois que {\displaystyle P} est vérifiée pour presque tout élément de {\displaystyle X} si le cardinal de {\displaystyle Y} est strictement inférieur au cardinal de {\displaystyle X}.[réf. souhaitée] Par exemple :
- presque tous les nombres réels sont transcendants. En effet, l'ensemble des nombres algébriques est dénombrable ;
- les parties négligeables d'un ensemble dénombrable sont ses parties finies.

Lorsque {\displaystyle Y} est non dénombrable, ses parties négligeables au sens ci-dessus sont ses parties {\displaystyle \mu }-négligeables pour une mesure ad hoc`{\displaystyle \mu } sur l'ensemble des parties de {\displaystyle Y}.[réf. souhaitée]
Lorsque {\displaystyle Y} est dénombrable, la définition ci-dessus de « presque tous » sort du cadre défini en introduction.

### En arithmétique
Il existe par ailleurs une autre notion : une partie {\displaystyle A} de {\displaystyle \mathbb {N} } est dite asymptotiquement dense si : 
Par exemple, presque tous les entiers naturels sont non premiers. En effet, la densité des nombres premiers inférieurs à un entier {\displaystyle n} est équivalente à {\displaystyle 1/\ln(n)} quand {\displaystyle n} tend vers l'infini (théorème des nombres premiers).

### En topologie: propriété vérifiée par presque tous les points
Dans un espace de Baire, presque tous les points vérifient une propriété lorsque l'ensemble des points la vérifiant contient une intersection dénombrable d'ouverts denses. Il résulte de la définition d'un tel espace que cette intersection est dense.
Cette notion n'a aucun rapport avec celle de « presque tous » au sens de la théorie de la mesure.[réf. nécessaire]
Exemples de propriétés vérifiées par presque tous les éléments :
- presque tous les réels sont des irrationnels ;
- presque toutes les fonctions continues {\displaystyle [0,1]\to \mathbb {R} } sont non dérivables ;
- si {\displaystyle f} est une application de classe C∞ sur un ouvert de {\displaystyle \mathbb {R} ^{n}} et à valeurs dans {\displaystyle \mathbb {R} ^{m}}, presque tous les points de {\displaystyle \mathbb {R} ^{m}} sont des valeurs régulières de {\displaystyle f}. L'ensemble des valeurs critiques est négligeable (pour un énoncé plus précis, voir « Théorème de Sard »).